# 小松美加
小松 美加（こまつ みか、1967年5月17日 - ）は、日本の元女子プロレスラー。クラッシュギャルズが巻き起こした女子プロレスブームの渦中に現役生活を送った。“ニンニン”の愛称で親しまれた。

## 経歴
- 1983年、全日本女子プロレス入り。9月23日戸田市スポーツセンター大会にて柳下まさみ（現・レフェリーのTommy）をパートナーに、中野恵子（のちのブル中野）と対戦する2対1変則マッチでプロデビュー。
- 1984年、伸び悩む同期・永友香奈子とともに新人王決定トーナメントに2年連続出場。一回戦ではその永友香奈子、準決勝、決勝戦では後輩の斉藤真知子、加藤悦子をそれぞれ破り、先輩の面子を保ち昭和59年度新人王に輝く。
- 1986年、6月後楽園ホール大会で永友香奈子と組んで、全日本タッグ選手権の初代王者チーム小倉由美&永堀一恵に挑戦。永友のタイムアップ寸前の押さえ込みにより、王座を獲得した。永友との「オペロン同盟」は実力よりキャラクターの魅力で人気があった。女子プロレス誌に連載企画を持ったり、全日本女子プロレス中継内のバラエティコーナーで、レポーターを務めたことも。全日本タッグ選手権は1度の防衛後、11月大阪城ホール大会で前王者チームに奪い返された。
- 1987年、僚友の永友が引退。シングルプレイヤーとしてのレスラー像確立を迫られる。夏にデビル雅美とカナダ・カルガリーへ初の海外遠征。新日本プロレスの馳浩らと数か月に渡ってサーキットし、伸び伸びとしたファイトを展開した。年間を通じて行われていたチーム対抗公式リーグ戦では、ライオネス飛鳥率いるアストロズに所属。年末、後楽園ホール大会で開催された決勝戦にも参加し、優勝に貢献した。
- 1988年、同期の小倉由美と、再びカナダ遠征。サーキット中、小倉の保持していた全日本選手権を獲得。8月に帰国後、後輩の堀田祐美子&西脇充子が保持していたWWWA世界タッグ王座に挑戦。王座を獲得した。
- 1989年、前年より小倉と保持していたWWWA世界タッグ王座を山崎五紀&立野記代のJBエンジェルスを相手に引き分け防衛したものの、長与千種の引退ロードに花を添えるため、最後のコンビ結成を迎えたクラッシュギャルズの挑戦には歯が立たず、王座を明け渡した。同年4月、小倉由美を相手にエキシビション・マッチを行い、現役を引退。
- 1998年、全日本女子プロレス35周年記念興行・横浜アリーナ大会で久しぶりに公の場に登場。2児の母親として幸せな結婚生活を送っていた。[要出典]

## 得意技
- ランニングヘッドアタック
- ダイビングヘッドアタック
- ウラカン・ラナ
- ウラカンホイップ
- モンキー・フリップ
- 後ろ回し蹴り
- サイドスープレックス

## タイトル歴
- WWWA世界タッグ王座
- 全日本シングル王座
- 全日本タッグ王座
- 昭和59年度新人王